# Autotreni ATR 365 e ATR 465
Gli autotreni ATR 365 e ATR 465 sono dei treni ad assetto variabile a trazione diesel, costruiti dalla società spagnola CAF per i servizi ferroviari della Sardegna.

## Caratteristiche tecniche

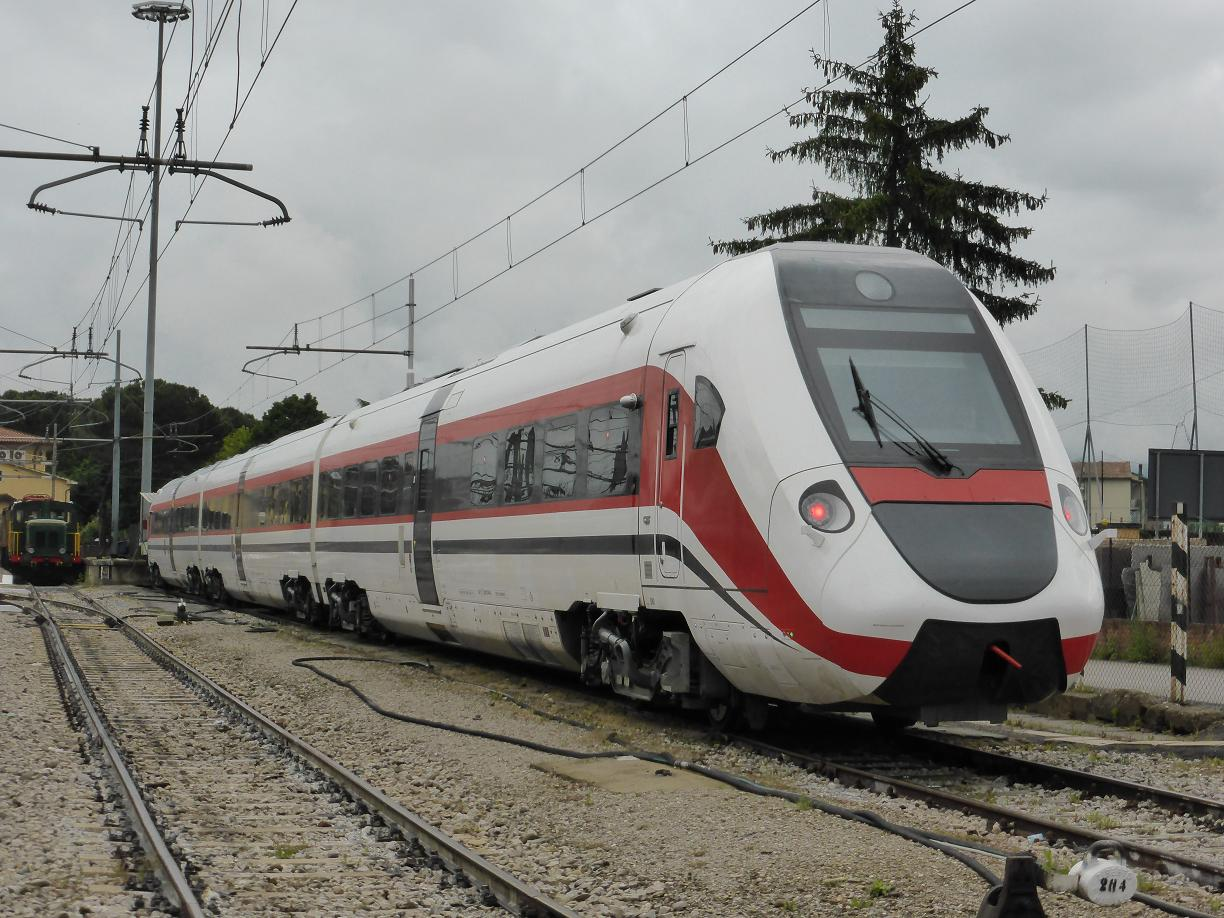
L'ATR 365.01 nella livrea originale durante la fase di collaudo ad Arezzo Pescaiola

Si tratta di convogli formati da due motrici di testa dotate di cabina di guida e da una motrice intermedia senza cabina di guida (configurazione DM1+M3+DM2, classificazione RFI ATR 365) o da due motrici di testa dotate di cabina di guida e da due motrici intermedie senza cabina di guida (configurazione DM1+M3+M4+DM2, classificazione RFI ATR 465). Sono provvisti di un sistema di assetto variabile attivo che consente un'inclinazione massima di 6° per lato, con lo scopo di aumentare la velocità di percorrenza nelle curve.
Al fine della loro omologazione e successiva ammissione tecnica sulla rete RFI, il primo di tali treni è stato trasferito in Toscana per prove presso l'impianto Trenitalia di Firenze Osmannoro e sulla linea TFT Arezzo-Sinalunga.
Fra le dotazioni tecniche figurano il sistema di informazione ai passeggeri, le telecamere a circuito chiuso, il sistema antincendio, il servizio igienico per disabili e la vernice anti graffiti.

## Acquisizione e servizio

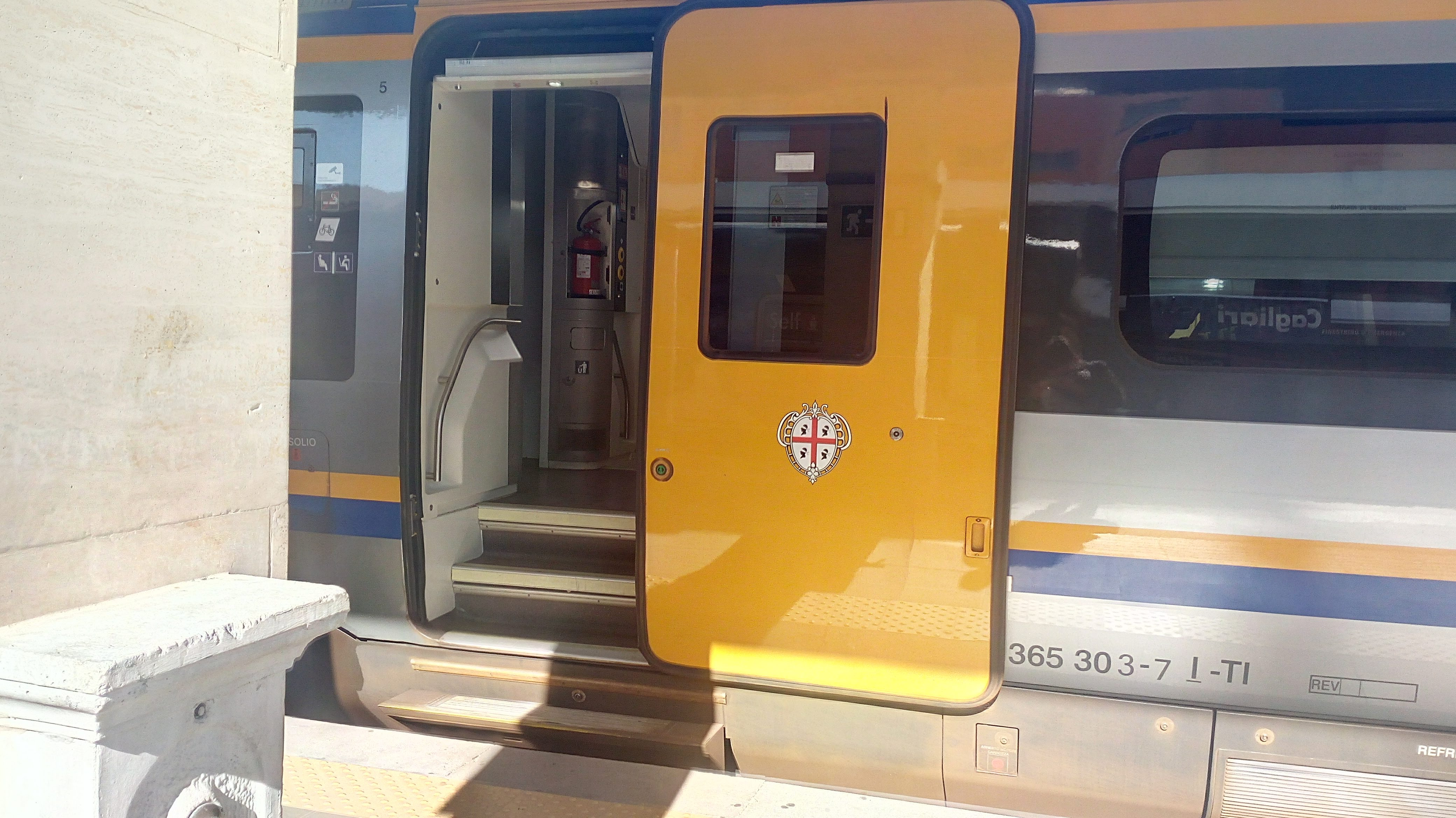
La porta di un ATR 365 con livrea DPR ornata con lo stemma della Regione autonoma della Sardegna

Gli ATR 365 sono stati ordinati con delibera della Regione Sardegna nel 2010.
L'ordine prevedeva la costruzione di 5 treni, con opzione (esercitata) per altri 3 del medesimo tipo, nell'ambito di un contratto da 57 milioni di euro, di cui 54 messi a disposizione dallo Stato italiano, che include anche la fornitura di ricambi, la formazione del personale e la manutenzione dei convogli per 5 anni. A tale scopo sarà attrezzato un apposito impianto a Cagliari. La spesa finale per gli 8 convogli sarà infine di 78 milioni di euro.

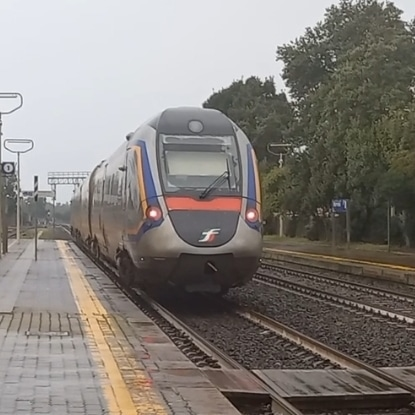
Un Atr365 in partenza dalla stazione di Marrubiu-Terralba-Arborea

Il primo dei due convogli a 4 casse è stato trasferito in Italia a Firenze, per la conduzione delle necessarie prove di omologazione, il 28 ottobre 2014.
La relativa gara fu vinta dal costruttore spagnolo CAF. La società esclusa, la Patentes Talgo, anch'essa spagnola, che provò sulla linea Cagliari Sassari un proprio convoglio, ricorse al TAR e la gara fu annullata; la CAF fu definitivamente dichiarata aggiudicataria dell'appalto da sentenza del Consiglio di Stato.
Consegnati a partire dal 2013, i convogli sono stati affidati a Trenitalia per l'uso nell'ambito del contratto di servizio stipulato con la Regione.

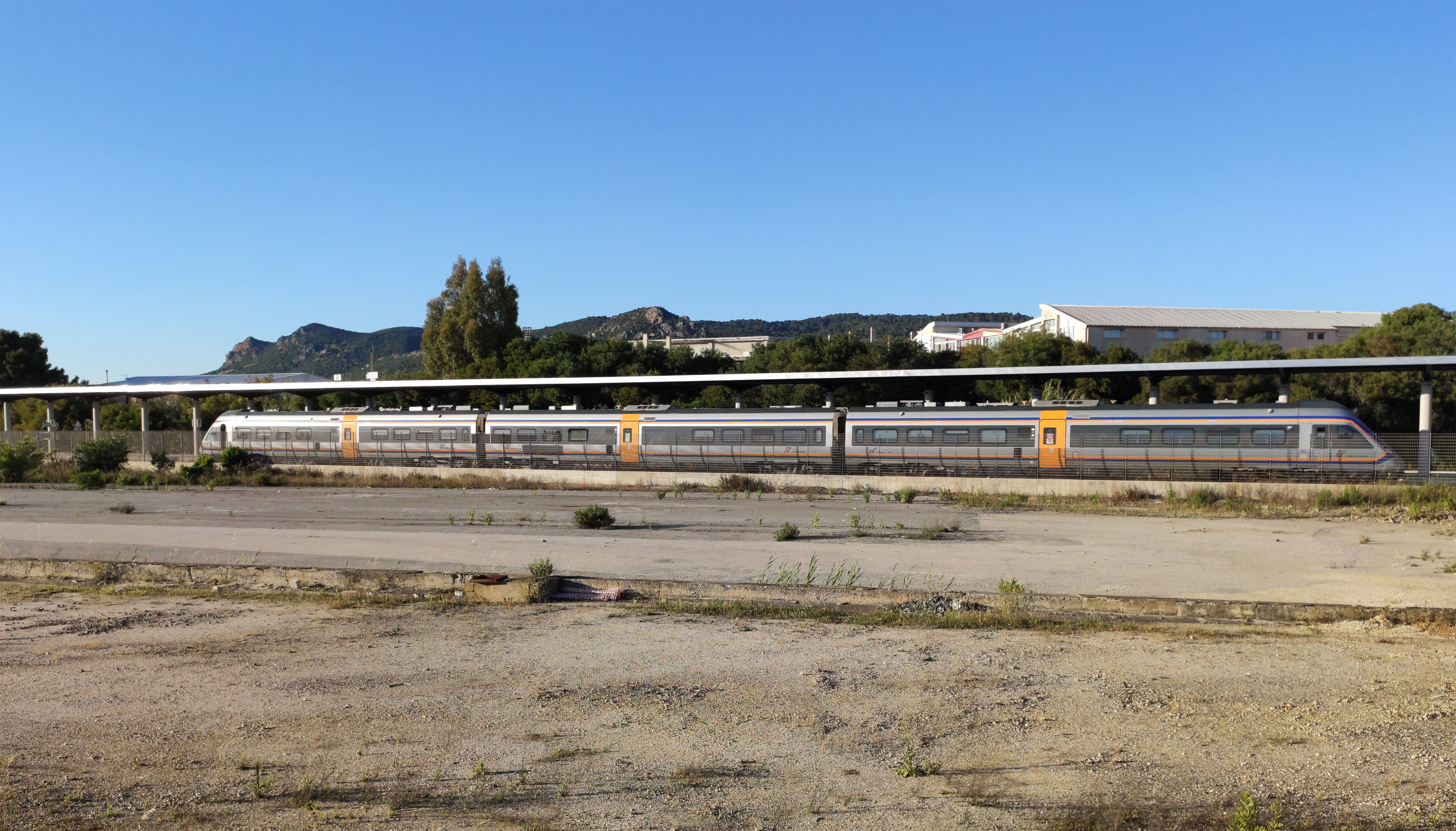
ATR 365 in livrea DPR in sosta a Carbonia Serbariu

Nel dicembre 2015 i convogli sono entrati in servizio effettivo, inizialmente sulla ferrovia Cagliari-Golfo Aranci, principale direttrice ferroviaria sarda, poi sulla Ozieri Chilivani-Porto Torres ed in seguito sull'intera rete RFI dell'isola, senza tuttavia l'impiego del sistema di pendolamento e del rango P, che richiedono che l'infrastruttura ferroviaria venga adeguata con l'installazione del sistema SCMT.
Tra il 2018 e il 2019 tutti i convogli sono stati ripellicolati con la livrea DPR.